# Eli Gilboa
Eli Gilboa ist ein israelisch-amerikanischer Molekularbiologe und Pionier im Bereich der mRNA-Impfstoffe.

## Leben und Wirken
Nach einem PhD bei Chaim Aviv am Weizmann-Institut für Wissenschaften in Israel ging Gilboa als Postdoc zu David Baltimore in die USA.
1996 zeigte er mit Kollegen am Medical Center der Duke University, dass in vitro auf Immunzellen übertragene mRNA als Impfstoff genutzt werden könnte. Bei dieser Methode wurden dendritische Zellen isoliert, transfiziert und wieder in den Organismus injiziert.
Die von ihm ausgegründete Firma Merix Bioscience (später Argos Therapeutics, CoImmune) war das erste kommerzielle Unternehmen, das schwerpunktmäßig mRNA-Technologie entwickelte. Es konnte zwar nie einen Gewinn erzielen; jedoch inspirierte Gilboas Methode sowohl Ingmar Hoerr als auch Uğur Şahin, die Gründer der Unternehmen Curevac und Biontech, die später mRNA-Impfstoffe gegen COVID-19 entwickelten.
Mit Stand 2021 ist Gilboa Professor an der University of Miami. Die von ihm geleitete Forschungsgruppe beschäftigt sich mit der Entwicklung kombinatorischer Ansätze für die Krebsimmuntherapie neuartiger hochwirksamer Behandlungen, beispielsweise mit Aptamer-siRNA.
Gilboa ist Autor oder Mitautor von etwa 300 Fachartikeln. Die Literatur- und Zitationsdatenbank Web of Science schreibt ihm einen h-Index von 81 zu (Stand: September 2021).

## Veröffentlichungen (Auswahl)
- J. Dannull, Z. Su, D. Rizzieri, B. K. Yang, D. Coleman, D. Yancey, A. J. Zhang, P. Dahm, N. Chao, E. Gilboa, J. Vieweg: Enhancement of vaccine-mediated antitumor immunity in cancer patients after depletion of regulatory T cells. In: Journal of Clinical Investigation. 115. Jahrgang, Nr. 12, Dezember 2005, S. 3623–3633, doi:10.1172/JCI25947.
- James O. McNamara, Eran R. Andrechek, Yong Wang, Kristi D Viles, Rachel E. Rempel, Eli Gilboa, Bruce A. Sullenger, Paloma H. Giangrande: Cell type-specific delivery of siRNAs with aptamer-siRNA chimeras. In: Nature Biotechnology. 24. Jahrgang, Nr. 8, August 2006, S. 1005–1015, doi:10.1038/nbt1223.
- B. Gansbacher, K. Zier, B. Daniels, K. Cronin, R. Bannerji, E. Gilboa: Interleukin-2 Gene-Transfer into Tumor-Cells Abrogates Tumorigenicity and Induces Protective Immunity. In: Journal of Experimental Medicine. 172. Jahrgang, Nr. 4, 1. Oktober 1990, S. 1217–1224, doi:10.1084/jem.172.4.1217.
- D. Boczkowski, S. K. Nair, D. Snyder, E. Gilboa: Dendritic cells pulsed with RNA are potent antigen-presenting cells in vitro and in vivo. In: Journal of Experimental Medicine. 184. Jahrgang, Nr. 2, 1. August 1996, S. 465–472, doi:10.1084/jem.184.2.465.
- E. Gilboa, S. W. Mitra, S. Goff, D. Baltimore: Detailed Model of Reverse Transcription and Tests of Crucial Aspects. In: Cell. 18. Jahrgang, Nr. 1, 1979, S. 93–100, doi:10.1016/0092-8674(79)90357-X.
- G. Keller, C. Paige, E. Gilboa, E. F. Wagner: Expression of a Foreign Gene in Myeloid and Lymphoid-Cells Derived from Multipotent Hematopoietic Precursors. In: Nature. 318. Jahrgang, Nr. 6042, 1985, S. 149–154, doi:10.1038/318149a0.